# Rayan Rupert
Rayan Rupert (* 31. Mai 2004 in Straßburg) ist ein französischer Basketballspieler.

## Werdegang
Rupert wuchs in Le Mans auf und spielte im Nachwuchs des Vereins JS Coulaines, dann des Vereins Sporting Club Moderne Le Mans. 2018 wechselte er ans französische Leistungszentrum INSEP.
Im Sommer 2022 wechselte Rupert zu den New Zealand Breakers in die ozeanische National Basketball League (NBL). Er tat es damit seinen Landsmännern Hugo Besson und Ousmane Dieng gleich, die im Vorjahr in die NBL gingen, um über diesen Umweg einem Wechsel in die nordamerikanische NBA näherzukommen. Die Portland Trail Blazers wählten den Franzosen im Juni 2023 im Rahmen des NBA-Draftverfahrens aus. Anfang Juli 2023 unterzeichnete er in Portland einen Vertrag.

### Familie
Seine Schwester Iliana Rupert wurde französische Nationalspielerin. Iliana und Rayan Ruperts Vater Thierry Rupert († 2013) war ebenfalls Berufsbasketballspieler.

## Karriere-Statistiken
| Legende | Legende                                        | Legende | Legende                                                     | Legende | Legende                                          |
| ------- | ---------------------------------------------- | ------- | ----------------------------------------------------------- | ------- | ------------------------------------------------ |
| GP      | Absolvierte Spiele (Games played)              | GS      | Spiele von Beginn an (Games started)                        | MPG     | Absolvierte Minuten pro Spiel (Minutes per game) |
| FG %    | Wurfquote aus dem Feld (Field-goal percentage) | 3P %    | Wurfquote Drei-Punkte-Würfe (3-point field-goal percentage) | FT %    | Freiwurfquote (Free-throw percentage)            |
| RPG     | Rebounds pro Spiel (Rebounds per game)         | APG     | Assists pro Spiel (Assists per game)                        | SPG     | Steals pro Spiel (Steals per game)               |
| BPG     | Blocks pro Spiel (Blocks per game)             | PPG     | Punkte pro Spiel (Points per game)                          | FETT    | Karriere-Bestmarke                               |

### NBA

#### Hauptrunde
| Saison  | Team     | GP | GS | MPG  | FG % | 3P % | FT % | RPG | APG | SPG | BPG | PPG |
| ------- | -------- | -- | -- | ---- | ---- | ---- | ---- | --- | --- | --- | --- | --- |
| 2023–24 | Portland | 39 | 12 | 16.2 | .335 | .359 | .760 | 2.4 | 1.6 | 0.3 | 0.1 | 4.0 |
| Gesamt  | Gesamt   | 39 | 12 | 16.2 | .335 | .359 | .760 | 2.4 | 1.6 | 0.3 | 0.1 | 4.0 |